# Sicrypt
SiCrypt ist ein Akronym aus den Begriffen Siemens und Cryptographie. Es handelt sich dabei um ein Betriebssystem für Chipkarten, das sich heute in der Eigentümerschaft von Infineon Technologies befindet.
SICRYPT wurde ursprünglich von Siemens Nixdorf Informationssysteme (SNI) für Telekom spezifische SAM-Anwendungen (für Telefonwertkarten basierend auf Eurochip) konzipiert; später wurde es zu einer PC fokussierten multifunktionalen Plattform ausgebaut und auch über Fujitsu Siemens vermarktet. Das Betriebssystem wurde und wird laufend weiterentwickelt und auf die aktuellen Infineon Hardware Plattformen portiert.
Bekannt ist SICRYPT vor allem durch die Vorinstallation der Chipkarte unter Windows XP (Version SICRYPT CSP) und unter Windows Vista (Version SICRYPT ICM). Das bedeutet, dass unter Windows XP der Cryptographic Service Provider (CSP) vorinstalliert und der Answer to Reset (ATR) der Karte in der Windows Calais Datenbank (ein Unterzweig der Registry) registriert ist.
Unter Windows Vista wurde von Microsoft das „Card Module“ Konzept eingeführt; dieses besagt, dass es einen generellen „Microsoft Base Smart Card Crypto Provider“ gibt, unter dem sich mehrere Card Modules verschiedener Karten parallel befinden können. In diesen Bibliotheken, die auch manchmal als „card mini driver“ bezeichnet werden, sind die kartenspezifischen Kommandos implementiert. Für die Infineon SICRYPT CardModule Card ist ebendieses Card Module unter Vista vorinstalliert und auch der ATR vorregistriert.
Das bedeutet, dass für den Einsatz einer PKI am Windows Client keine Softwareinstallation mehr notwendig ist.